# Kaserne Aarau

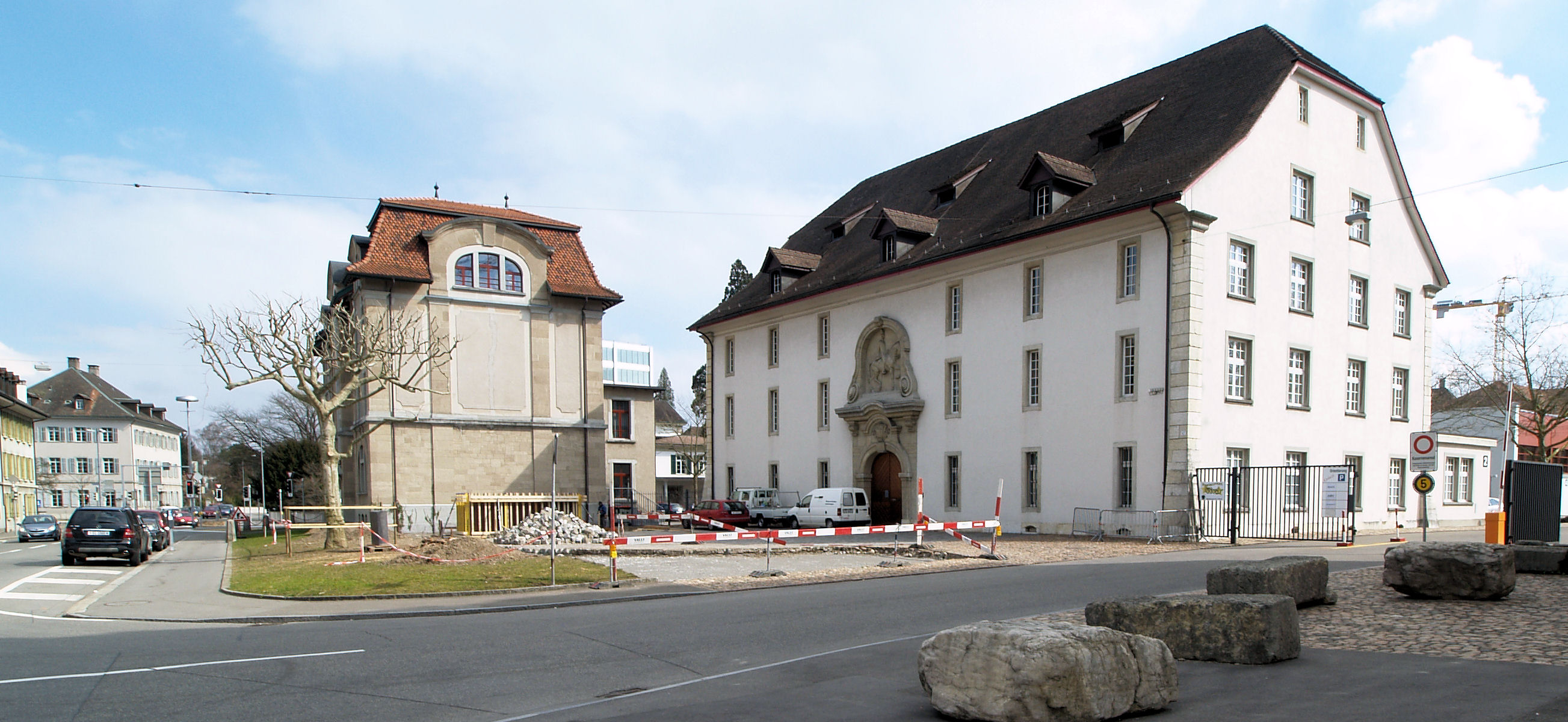
Links das Trompeterhaus, rechts das alte Zeughaus

Die Kaserne Aarau ist eine Kaserne der Schweizer Armee. Sie befindet sich im Stadtzentrum von Aarau an der Laurenzenvorstadt und besteht seit Mitte des 19. Jahrhunderts.

## Bau und Nutzung

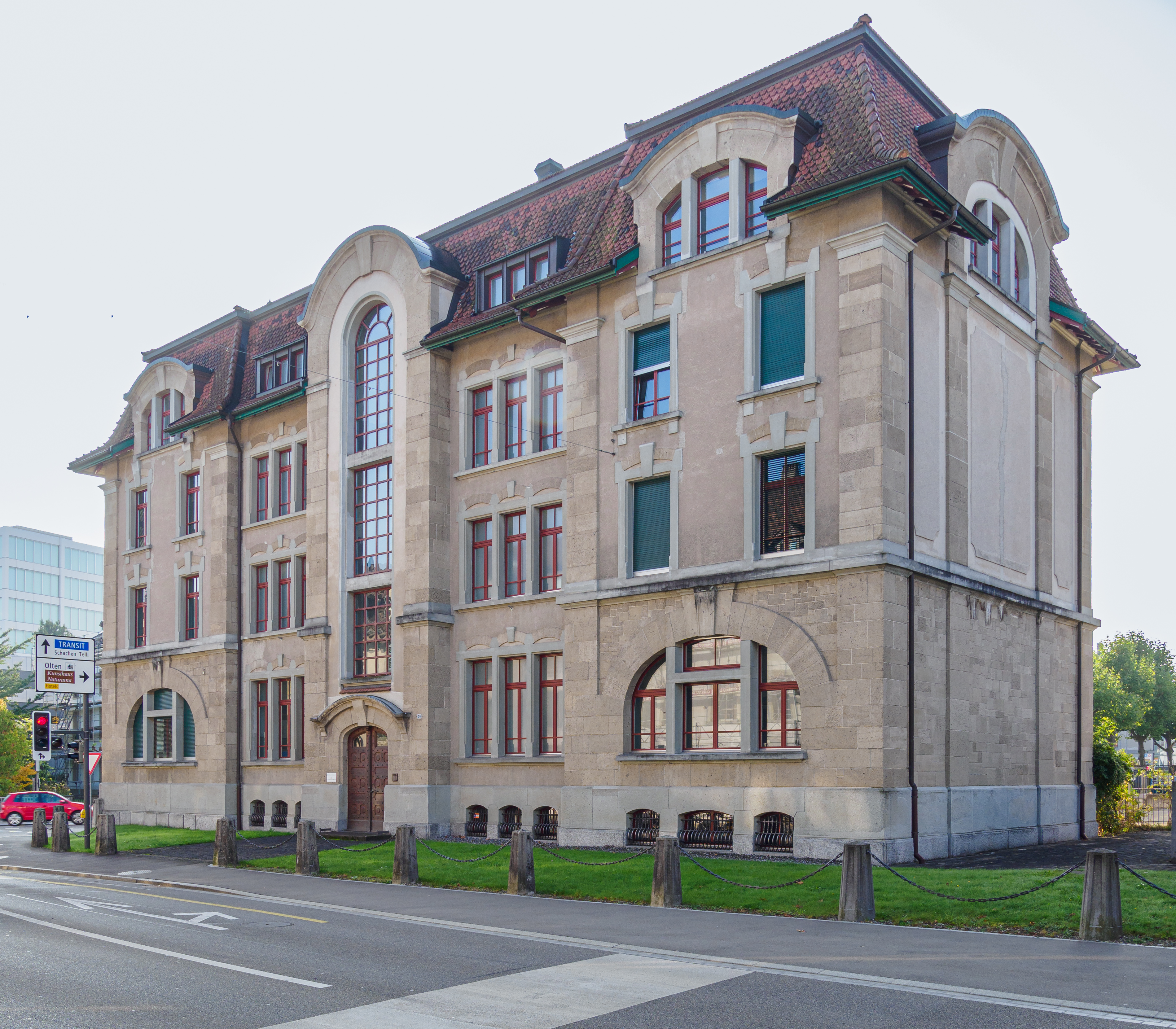
Trompeterhaus

Als Aarau 1798 für kurze Zeit Hauptstadt der Helvetischen Republik war, plante der elsässische Architekt Johann Daniel Osterrieth im Auftrag des Stadtrates den Bau eines repräsentativen Regierungsviertels. Sein Plan d’Agrandissement de la commune d’Aarau sah auch die Errichtung von Kasernenanlagen an der Laurenzenvorstadt vor, das Vorhaben konnte jedoch nicht verwirklicht werden. Die Truppen des neu gegründeten Kantons Aargau nutzten das 1775 noch im Auftrag Berns erbaute Kornhaus.
Da die engen Platzverhältnisse in der Kaserne immer unzumutbarer wurden, beschloss der Grosse Rat im Jahr 1845, das Gelände zwischen der Laurenzenvorstadt und der späteren Bahnhofstrasse zu erwerben. Von 1847 bis 1849 entstand unter der Leitung von Kantonsbaumeister Carl Rothpletz und nach Plänen von Joseph Caspar Jeuch das neue Hauptgebäude der Kaserne. 1904/05 kam das von Hugo Albertini entworfene Offiziershaus hinzu. Weitere Zweckbauten entstanden im hinteren Bereich des Areals. Das ehemalige Kornhaus diente von 1818 bis 1933 als Zeughaus, danach als Kantine. 1876 wurde die Kaserne Aarau zum Hauptstandort der fünften Infanteriedivision erhoben.
1912 und 1950 gab es Überlegungen, die von Infanterie und Kavallerie genutzte Kaserne zu schliessen, ausserhalb der Stadt einen Neubau zu errichten und das freiwerdende Gelände neu zu nutzen. Nachdem die Kavallerie 1972 abgeschafft worden war, plante das Eidgenössische Militärdepartement 1974 die Schliessung. Aargauer Politiker wehrten sich gegen dieses Vorhaben, und 1979 bewilligte der Grosse Rat einen Kredit zur Sanierung der Kaserne. Bis 1996 investierten Bund und Kanton zusammen 61 Millionen Franken. Nachdem mit dem Konzept Armee 95 die Bestände bereits deutlich reduziert worden waren, drohte mit der Umsetzung von Armee XXI die endgültige Schliessung. Der Standort Aarau wurde aber zum Zentrum der Militärmusik. Diese bezog das Trompeterhaus, das ursprünglich hätte abgerissen werden sollen. Weiterhin in Aarau verblieb die Infanterie in Form der Durchdiener-Rekrutenschule.

## Architektur
Das Alte Zeughaus wurde 1775 als Kornhaus erbaut. An seinen Ecken wird das rechteckige, dreigeschossige Bauwerk von Pilastern mit Fugenteilung eingefasst. Das hohe Satteldach weist gebrochene Flächen und Gerschilde auf. Der im Jahr 1914 nach Entwürfen von Karl Moser umgestaltete Haupteingang ist ein neobarockes Portal, das die gesamte Mittelachse dominiert. Über dem Tor ist ein Relief in Form eines Reiters angebracht. Es wurde vom Bildhauer Hermann Haller geschaffen und stellt den aus Aarau stammenden General Hans Herzog dar.
Das im Rundbogenstil erbaute Hauptgebäude der Kaserne ist ein lang gestreckter, symmetrisch konzipierter Trakt mit vier Stockwerken. Es besitzt ein flach geneigtes Walmdach und wird von zwei schmalen, leicht erhöhten Aussenrisaliten flankiert. Zahlreiche Motive wie Einfassungen, Portalumrahmungen und Konsolen beleben die Fassade. In der zentralen Eingangshalle in der Gebäudemitte befindet sich die Haupttreppe, zwei weitere Treppen sind an den beiden Korridorenden zu finden.
Das Trompeterhaus ist ein dreigeschossiges Gebäude im neobarocken Stil mit vereinzelten Elementen des Jugendstils. Der Treppenhausrisalit besitzt einen Rundgiebel und ist über die Traufhöhe gezogen.

## Schützendenkmal

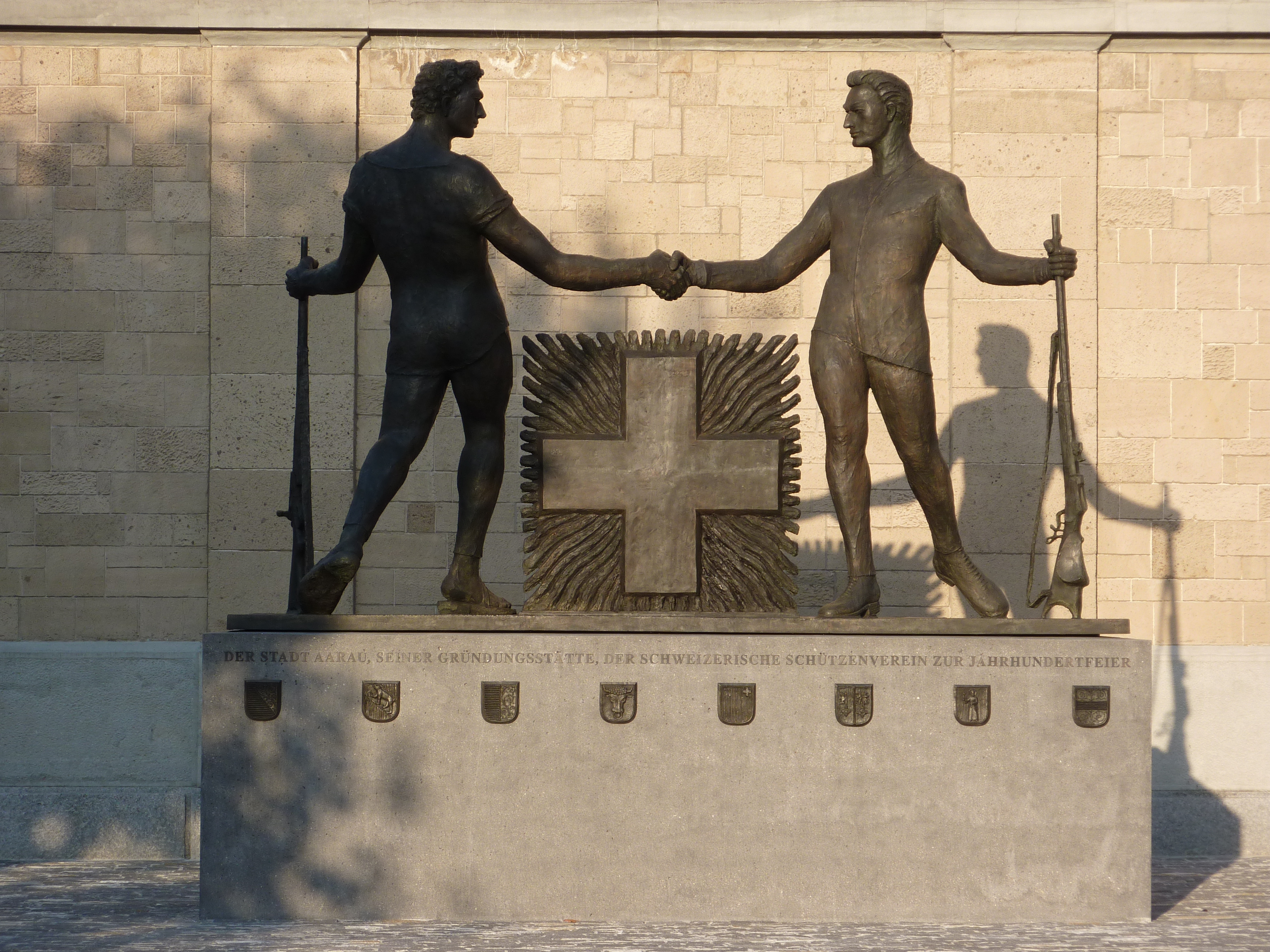
Schützendenkmal

Vor der Westfassade des Trompeterhauses steht das Schützendenkmal. Es stellt den Handschlag zweier Schützen mit Karabiner und Büchse über dem Schweizer Wappen dar und symbolisiert dadurch die Einheit der Nation sowie die Wehrbereitschaft von Volk und Armee.
1921 schrieb der Schweizerische Schützenverein im Hinblick auf seine drei Jahre später stattfindende Hundertjahrfeier einen Wettbewerb aus, woraufhin 80 Entwürfe eingesandt wurden. Den Zuschlag erhielt der Bildhauer Julius Schwyzer. Die Einweihung erfolgte 1924 anlässlich des Eidgenössischen Schützenfestes.
Zunächst stand das Denkmal auf dem Bahnhofplatz auf einem hohen Sockel inmitten einer Brunnenanlage. Aus Platzmangel infolge der Umgestaltung des Bahnhofplatzes im Jahr 1972 entfielen Sockel und Brunnen. Als 2009 eine weitere Umgestaltung anstand, fehlte nun auch für das Denkmal der Platz. Die Stadt Aarau, die sich 1924 zum dauerhaften Erhalt des Denkmals verpflichtet hatte, liess es daraufhin an seinem heutigen Standort aufstellen.